# 松島有梨江
松島 有梨江（まつしま ゆりえ、1987年9月30日 - ）は、沖縄県出身の元バスケットボール選手である。ポジションはガード。弟は元バスケットボール選手でレバンガ北海道などに所属していた松島良豪。

## 来歴
名門コザ中学校で全国大会に多数出場。高校は桜花学園高校に進み、1年でウィンターカップ出場を果たし優勝に貢献。2年でジュニア日本代表に選出。3年では主将を務め、ウィンターカップベスト5に選出される。
卒業後、WIに降格していた三菱電機に入社。2年目は全16試合スタメン出場。3年目はシックスウーメン要員でスタメン出場はなかったもののWリーグ復帰に貢献した。2014年引退。
2021年から三菱電機のアシスタントコーチ。

## 経歴
- 桜花学園高校 - 三菱電機（2006年〜2014年）

## 日本代表歴
- 2004アジアジュニア選手権